# Квангџу
Квангџу (кореј. 광주; 光州) је шести по величини град у Јужној Кореји. Име града у преводу значи „провинција свјетлости“. Према попису из 2015. године, град је имао 1.502.881 становника.
Квангџу је основан 57. п. н. е., и био је један од административних центара током периода Три Краљевства. Значајан догађај у модерној историји града је изградња пруге и повезивање са Сеулом, што је подстакло развој индустрије.

## Становништво
| 2000.     | 2005.     | 2010.     | 2015.     |
| --------- | --------- | --------- | --------- |
| 1.350.948 | 1.413.644 | 1.466.143 | 1.502.881 |

## Градови побратими
- Тајнан, Република Кина (од 1968)
- Сан Антонио, Сједињене Америчке Државе (од 1981)
- Гуангџоу, Народна Република Кина (од 1996)
- Медан, Индонезија (од 1997)
- Сендај, Јапан (од 2002)
- Масејо, Бразил (од 2009)